# Klein sterrenkroos
Klein sterrenkroos (Callitriche palustris) is een eenjarige waterplant, die behoort tot de weegbreefamilie (Plantaginaceae). De soort staat op de Nederlandse Rode lijst van planten als zeer zeldzaam en stabiel of toegenomen. De plant komt van nature voor op het Noordelijk halfrond. De plant komt voor op drassige of droogvallende plaatsen langs rivieroevers en soms in ondiep water. Ook komt de plant buitendijks voor.

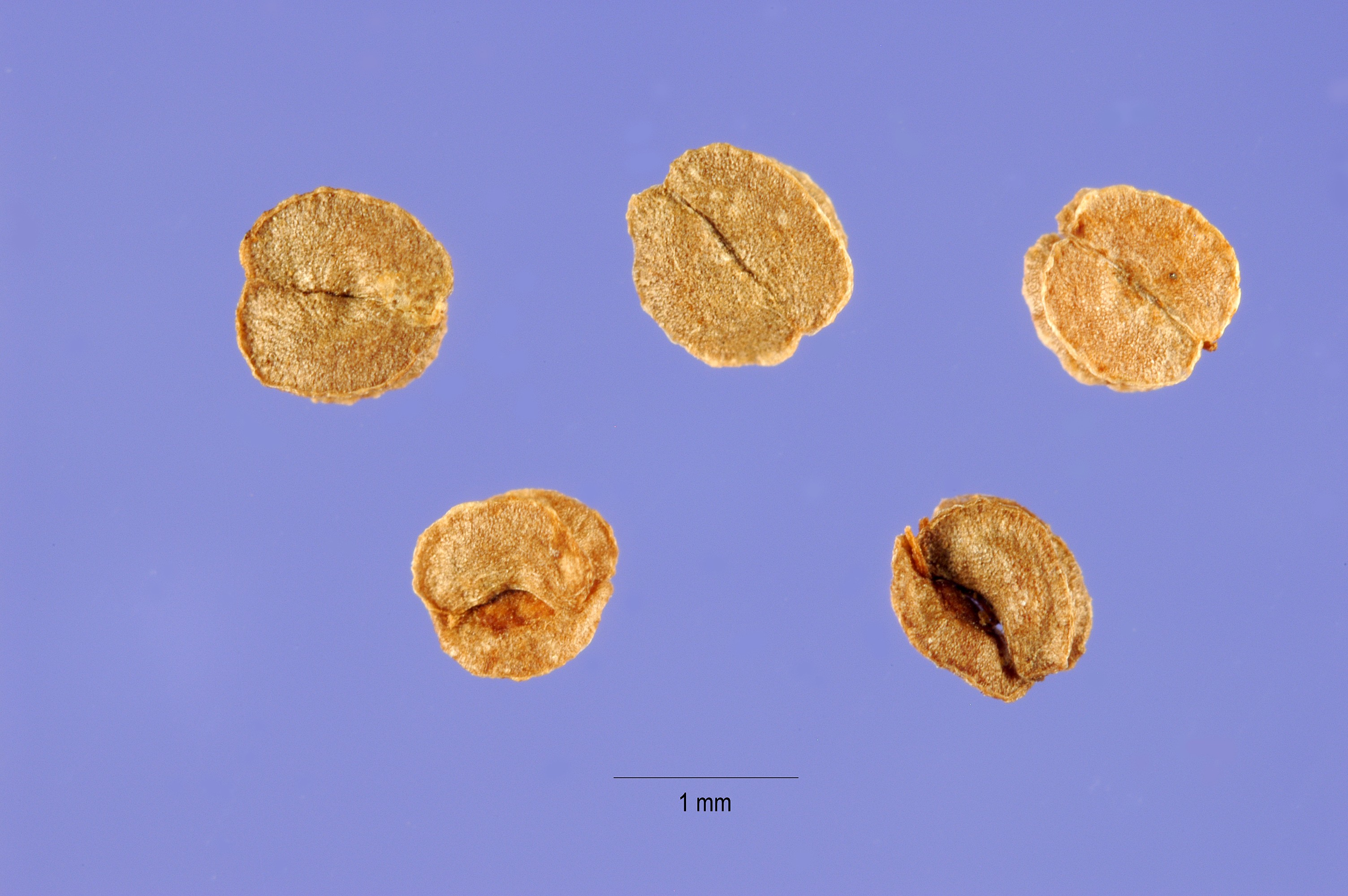
Deelvruchtjes
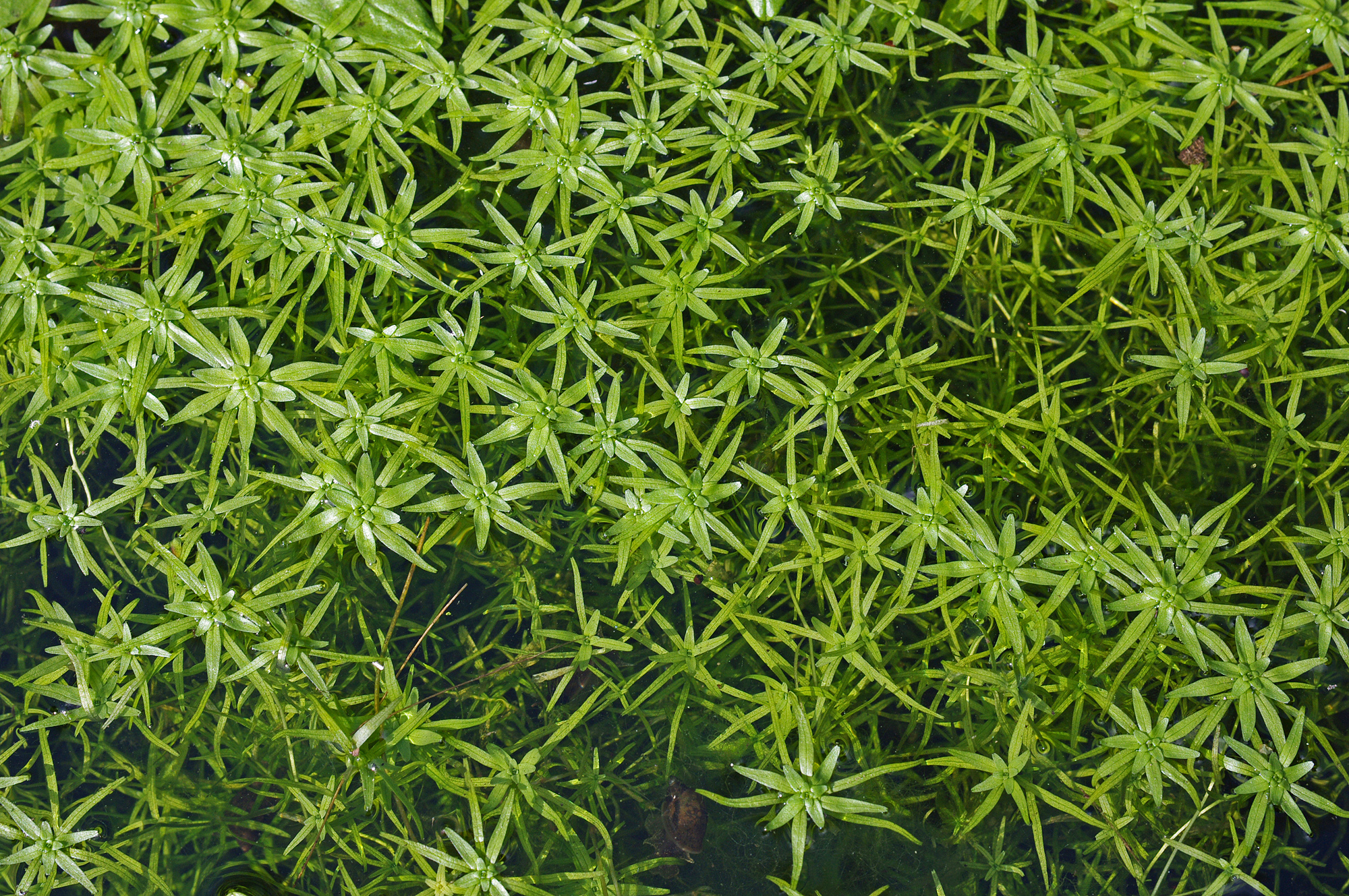
Planten in het water

## Kenmerken
De plant wordt 5-30 cm hoog. De heldergroene bladeren boven het water vormen bladrozetten en hebben een elliptisch bladvorm. De ondergedoken bladeren staan tegenoverelkaar.
Klein sterrenkroos bloeit van mei tot de herfst. De bloemen hebben twee sikkelvormige schutbladen. De mannelijke bloemen en de vrouwelijke bloemen zitten bij elkaar in hetzelfde bladoksel. Het gele stuifmeel is minder dan twee maal zo breed.
De zwartachtige vrucht is een splitvrucht, die hoger dan breed is. De 1-1,3 mm grote deelvruchtjes zijn vanaf het midden naar de top zwak gevleugeld.

## Namen in andere talen
- Duits: Frühlingswasserstern
- Engels: Spiny water starwort.
- Frans: Callitriche des marais, Callitriche printanier, Etoile d'eau